# Pommérieux
Pommérieux é uma comuna francesa na região administrativa de Grande Leste, no departamento de Moselle. Estende-se por uma área de 4,31 km². Em 2010 a comuna tinha 708 habitantes (densidade: 164,3 hab./km²).